# Évaillé

Évaillé este o comună în departamentul Sarthe, Franța. În 2009 avea o populație de 390 de locuitori.